# Лоєвецький Давид Абрамович
Давид Абрамович Лоєвецький (1884 - після 1930) - радянський економіст, педагог.

## Біографія
Д. А. Лоєвецький народився у 1884 році.
У 1918 році виконував обов’язки директора департаменту загальних справ міністерства праці Української держави. 
Викладав економіку в Одеському інституті народної освіти. В 1921 – 1922 роках обіймав посаду декана факультету соціального виховання. Одночасно був консультантом Народного комісаріату фінансів УСРР.
У 1922 році переїхав до Москви. Був співробітником Народного комісаріату фінансів РРФСР, а згодом – заступником начальника Управління держкредиту Народного комісаріату фінансів СРСР, членом Ради Державного Банку СРСР.
Викладав на Центральних заочних курсах фінансово-економічних наук Наркомфіну СРСР, обіймав посаду професора в Московському промислово-економічному інституті.
Був послідовним прихильником рівноважного бюджету, обмеження банківської емісії.
Пішов з життя після 1930 року.

## Праці
- Государственная теория денег / Д. А. Лоевецкий. – 2-е изд. – М. : Изд-во НКФ , 1923. – 151 с.

- Твердая валюта и твердые цены/Д. А. Лоевецкий // Финансовая газета. – 1924. – 11 января.

- Денежная реформа Витте/ Д. А. Лоевецкий// Финасовая газета. – 1924. –  8 и 9 февраля.

- Валютная политика СССР / Д. А. Лоевецкий. –  М.: Изд-во НКФ, 1926. – 108 с.